# PGM-11 Redstone
El PGM-11 Redstone fue el primer misil balístico estadounidense grande. Un misil balístico de corto alcance  (Short Range Ballistic Missile, SRBM), estuvo en servicio con el Ejército de Estados Unidos en Alemania Occidental desde junio de 1958 hasta junio de 1964 como parte del sistema defensivo de la OTAN en Europa Occidental durante la Guerra Fría. Fue el primer misil estadounidense al que se le podía instalar una ojiva nuclear activa, siendo empleado en la prueba de armas nucleares Hardtack Teak de 1958, sobre el océano Pacífico.
El Redstone era un descendiente directo del cohete alemán V-2, desarrollado principalmente por un equipo de ingenieros de cohetes alemanes traídos a los Estados Unidos después de la Segunda Guerra Mundial como parte de la Operación Paperclip. El diseño utilizó un motor actualizado de Rocketdyne que le permitió al misil llevar la ojiva nuclear W39, que pesaba 3.100 kg con su vehículo de reingreso a un alcance de 282 km. El principal contratista del Redstone fue la Chrysler Corporation.
El Redstone dio origen a la familia de cohetes homónima, que posee un número de primicias en el programa espacial estadounidense, especialmente el lanzamiento del primer astronauta estadounidense. Fue retirado del Ejército en 1964 y reemplazado por el misil con motor de combustible sólido MGM-31 Pershing. Los misiles sobrantes fueron ampliamente utilizados para misiones de prueba y lanzamientos al espacio, incluyendo al primer estadounidense en el espacio y el lanzamiento del primer satélite australiano en 1967.

## Historia

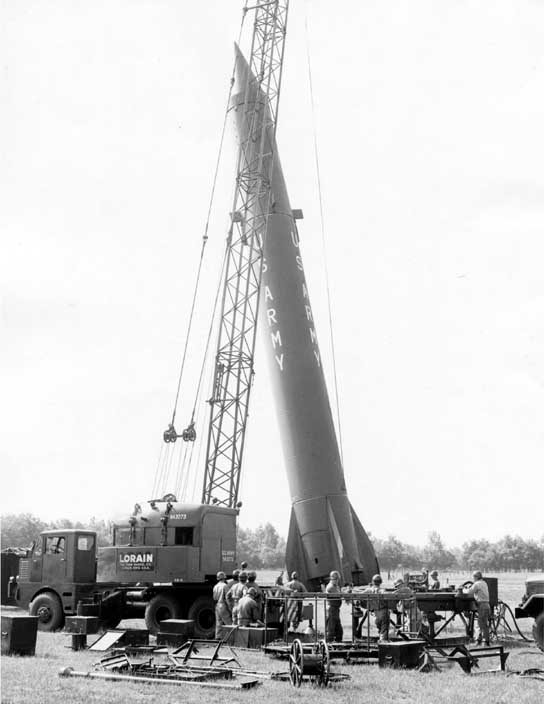
Ingenieros del Ejército estadounidense posicionando un Redstone en su plataforma de lanzamiento.

Un producto de la Army Ballistic Missile Agency (ABMA) en el Redstone Arsenal de Huntsville, Alabama, el Redstone fue diseñado como un misil superficie-superficie para el Ejército estadounidense por un equipo de ingenieros liderado por Wernher von Braun. Fue nombrado a partir del arsenal el 8 de abril de 1952, que remonta su nombre a las tierra y rocas rojas de la región. El primer Redstone se elevó desde la plataforma de lanzamiento LC-4A en Cabo Cañaveral el 20 de agosto de 1953. Voló durante un minuto y 20 segundos antes de que su motor se averíe y cayese al mar. Siguiendo este éxito parcial, la segunda prueba fue llevada a cabo el 27 de enero de 1954, esta vez el misil voló 55 millas sin contratiempos. Después del vuelo de estos primeros dos prototipos, se introdujo un motor mejorado para reducir los problemas de cavitación en la turbobomba de oxígeno líquido (OXL).
El tercer vuelo del Redstone el 5 de mayo fue una pérdida total porque el motor se apagó un segundo después del lanzamiento, haciendo caer y detonar el cohete sobre la plataforma. Después de este incidente, el Mayor general Holger Toftoy presionó a Wernher von Braun para descubrir la causa del fracaso. El segundo respondido que no tenía idea, pero revisarían la telemetría y otros datos para descubrirla. Toftoy persistió, preguntando "Wernher, ¿por qué el cohete explotó?". Un desesperado von Braun le dijo "¡Explotó porque el maldito hijo de puta reventó!".[cita requerida]
Von Braun presionó al equipo de la ABMA para mejorar la fiabilidad y los estándares de mano de obra, supuestamente remarcando que "la fiabilidad del misil requerirá que el área del objetivo sea más peligrosa que el área de lanzamiento". Los vuelos de prueba subsiguientes se desarrollaron sin incidentes y el Ejército declaró operativo al Redstone a mediados de 1955. Las pruebas se mudaron de la plataforma de lanzamiento LC-4 a las más grandes LC-5 y LC-6.
El programa del Redstone demostró ser un tema de disputa entre el Ejército y la Fuerza Aérea debido a sus distintos conceptos de guerra nuclear.[cita requerida] El Ejército prefería utilizar pequeñas ojivas nucleares en misiles sobre lanzadores móviles como armas tácticas en el campo de batalla mientras que la Fuerza Aérea, que estaba a cargo del programa de misiles balísticos intercontinentales, quería grandes misiles intercontinentales que pudiesen impactar objetivos soviéticos y destruir rápidamente la infraestructura y la capacidad bélica la Unión Soviética.
Con la llegada de los nuevos misiles con motor cohete de combustible sólido que podían almacenarse y no precisaban ser abastecidos de combustible antes de su lanzamiento, el Redstone fue considerado obsoleto y su producción cesó en 1961. El 40.º Grupo de Artillería fue desactivado en febrero de 1964 y el 46.º Grupo de Artillería fue desactivado en junio de 1964, mientras los misiles Redstone eran reemplazados por el misil MGM-31 Pershing en el arsenal del Ejército estadounidense. Todos los misiles Redstone y su equipamiento desplegados en Europa retornaron a los Estados Unidos hacia el tercer trimestre de 1964. En octubre de 1964, el misil Redstone era ceremonialmente retirado de servicio en el Redstone Arsenal.

## Descripción
El Redstone podía efectuar vuelos desde 92,5 km hasta 323 km. Consistía en una unidad de empuje para vuelo propulsado y un cuerpo de misil para control general y entrega de la carga útil sobre su objetivo.  Durante el vuelo propulsado, el Redstone quemaba una mezcla de combustible de 25% agua y 75% etanol con oxígeno líquido (OXL) empleado como oxidante. Los Redstone posteriores utilizaban Hydyne, 60% dimetilhidrazina asimétrica (DMHA) y 40% dietilenetriamina (DETA), como combustible. El cuerpo de misil consistía en una unidad de cola que contenía el compartimento de instrumentos, y la unidad de ojiva que contenía el compartimento de la carga bélica y  la espoleta con radioaltímetro. El cuerpo de misil era separado de la unidad de empuje 20-30 segundos después del final del vuelo propulsado, determinado por el alcance preestablecido hasta el objetivo. El cuerpo continuaba en una trayectoria balística contolada en dirección al punto de impacto del objetivo. La unidad de empuje seguía su propia trayectoria balística descontrolada, impactando a corta distancia del objetivo designado.
El Redstone con armamento nuclear llevaba la ojiva W39, ya sea una MK 39Y1 Modelo 1 o una MK 39Y2 Modelo 1, con una potencia de 3,8 megatones.

## Producción
A la Chrysler Corporation se le otorgó el primer contrato de producción, que se llevaría a cabo en la recientemente rebautizada Michigan Ordnance Missile Plant de Warren, Míchigan. La fábrica de propiedad de la Armada, fue anteriormente conocida como Naval Industrial Reserve Aircraft Plant y producía combustible para motores de reacción. Después de la cancelación del proyecto de un programa de motores de reacción, la fábrica estuvo disponible para que la Chrysler Corporation produzca misiles, empezando la producción de estos y sus equipos de apoyo en 1952. La división Rocketdyne de la North American Aviation Company proveyó los motores cohete; la Ford Instrument Company, una división de Sperry Rand Corporation, produjo los sistemas de guía y control; mientras que la Reynolds Metals Company fabricaba los conjuntos de fuselajes como subcontratista de la Chrysler Corporation.   

## Derivados del Redstone
En 1955, el cohete Júpiter-C (no confundir con el posterior misil balístico de alcance intermedio Júpiter, sin relación alguna) fue desarrollado como un Redstone mejorado para pruebas atmosféricas y de vehículo de reingreso. Tenía tanques de combustible alargados para incrementar su tiempo de combustión y un nuevo motor que consumía una mezcla combustible llamada Hydyne, siendo empleado con el nombre de Júpiter C/Juno 1 para el primer lanzamiento exitoso del satélite estadounidense Explorer 1 en 1958.  
El vehículo de lanzamiento Mercury-Redstone era un derivado del Redstone con un tanque de combustible de longitud incrementada (1,8 m) y fue empleado el 5 de mayo de 1961 para lanzar a Alan Shepard en su vuelo suborbital, pasando a ser la segunda persona y el primer estadounidense en el espacio. Conservaba los tanques de combustible más largos del Júpiter C, pero volvió a utilizar una mezcla de agua y alcohol etílico como combustible en lugar del Hydyne. Desde 1966 hasta 1967, una serie de cohetes Redstone sobrantes modificados y llamados Sparta fueron lanzados desde Woomera, Australia del Sur, como parte de un programa conjunto de investigación estadounidense-británico-australiano destinado a entender los fenómenos que tienen lugar durante el reingreso a la atmósfera terrestre. Estos Redstone tenían añadidas dos etapas con motor de combustible sólido. Estados Unidos donó un Sparta sobrante para el lanzamiento del WRESAT, el primer satélite australiano, en noviembre de 1967. 

## Operadores
Estados UnidosEjército de Estados Unidos
- 40.º Grupo de Artillería de Campaña, 1958-1961, Alemania Occidental[13]
  - 1.º Batallón del 333.º Regimiento de Artillería
- 46.º Grupo de Artillería de Campaña, 1959-1961, Alemania Occidental[14]
  - 2.º Batallón del 333.º Regimiento de Artillería
- 209.º Grupo de Artillería de Campaña, Fort Sill, Oklahoma[cita requerida]
  - 4.º Batallón del 333.º Regimiento de Artillería[cita requerida]

## Ejemplares supervivientes
- Exhibido como PGM-11:
  - Museo Nacional del Aire y el Espacio de Estados Unidos en el Centro Steven F. Udvar-Hazy, Washington D. C.[15]
  - Warren, Nuevo Hampshire[16]
  - Centro del espacio y los cohetes de Estados Unidos, Huntsville, Alabama[17]
  - Parque Conmemorativo Acorazado, Mobile, Alabama[18]
  - Museo del espacio y misiles de la Fuerza Aérea, Cabo Cañaveral, Florida[19]
  - Kansas Cosmosphere, Hutchinson, Kansas (solo las unidades de carga útil y sistema de guía)[20]
  - Museo Nacional de Ciencia e Historia Nuclear, Alburquerque, Nuevo México[21]
  - Museo del polígono de misiles de White Sands, White Sands, Nuevo México[22]
  - Museo Evergreen de la aviación y el espacio, McMinnville, Oregón[23]
  - Centro Marshall de vuelos espaciales, Huntsville, Alabama[24]
  - Museo de la artillería de campaña del Ejército de Estados Unidos, Fort Sill, Oklahoma
- Exhibido como Júpiter-C
  - Centro del espacio y los cohetes de Estados Unidos, Huntsville, Alabama[17]
  - Complejo de visitantes del Centro espacial Kennedy, isla Merritt, Florida[25]
  - Centro Marshall de vuelos espaciales, Huntsville, Alabama[24]
  - Petal, Misisipi (anteriormente en la StenniSphere del Centro espacial John C. Stennis, hoy Centro de Ciencia INFINITY, no está exhibido públicamente)[26]
- Exhibido como vehículo de lanzamiento Mercury-Redstone
  - Complejo de visitantes del Centro espacial Kennedy, isla Merritt, Florida[25]
    - Uno en el jardín de cohetes, uno cerca de la oficina de condecoración, y uno en el Complejo de lanzamiento 5

  - Air Zoo, Kalamazoo, Míchigan (en almacenamiento)[27]
  - Kansas Cosmosphere, Hutchinson, Kansas[20]
  - Museo de Vida + Ciencia, Durham, Carolina del Norte[28]
  - Parque de las Ciencias Luis A. Ferré en Bayamón, Puerto Rico[29]
  - Centro Espacial Houston, Houston, Texas[30]
- Vehículos de lanzamiento Mercury-Redstone 
  - Centro del espacio y los cohetes de Estados Unidos, Huntsville, Alabama[31]
  - Salón de la fama de los astronautas de los Estados Unidos, Complejo de visitantes del Centro espacial Kennedy[32]

## Galería

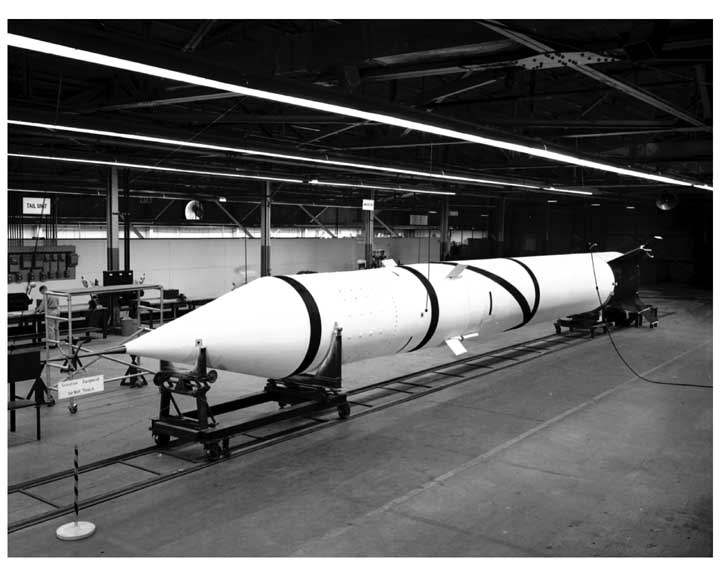
Un Redstone de producción inicial (1953)
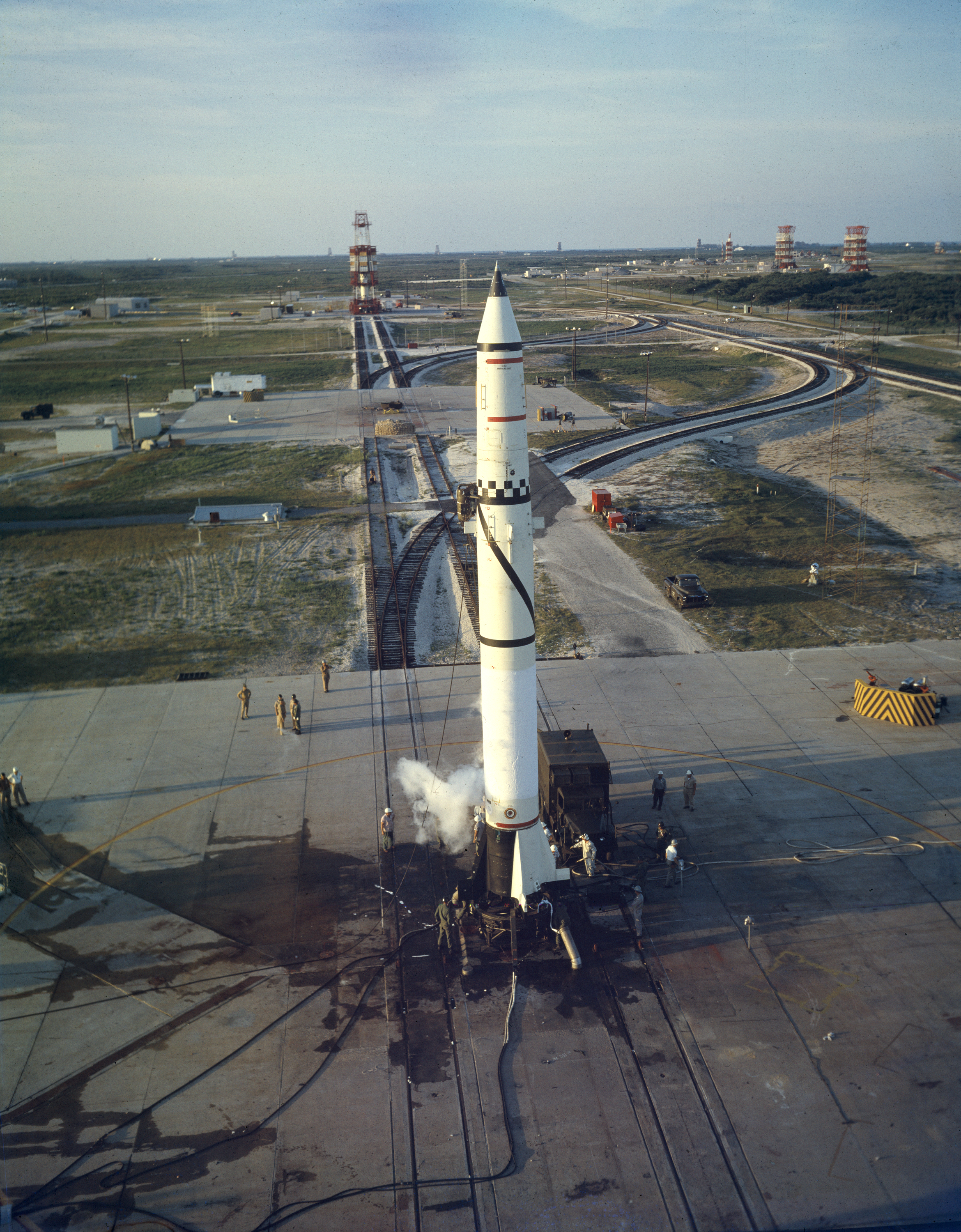
Preparativos el 16 de mayo de 1958 para el primer lanzamiento del Redstone por soldados estadounidenses el 17 de mayo. Batería A, del 217º Batallón de Artillería de Misiles de Campaña, 40º Grupo de Artillería (Redstone); Cabo Cañaveral, Florida; Complejo de Lanzamiento 5.
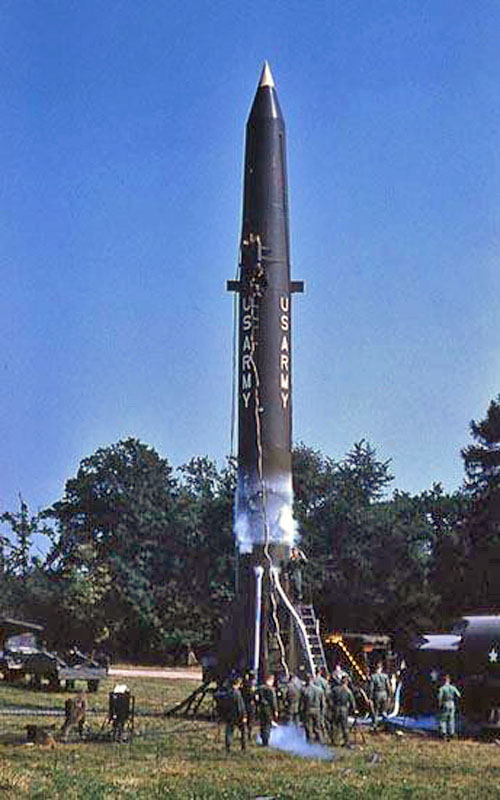
Misil Redstone de entrenamiento siendo preparado para una práctica de lanzamiento por soldados de la Batería A, 1º Batallón de Misiles, 333º Regimiento de Artillería, 40º Grupo de Artillería (Redstone); Bad Kreuznach, Alemania Occidental; agosto de 1960.
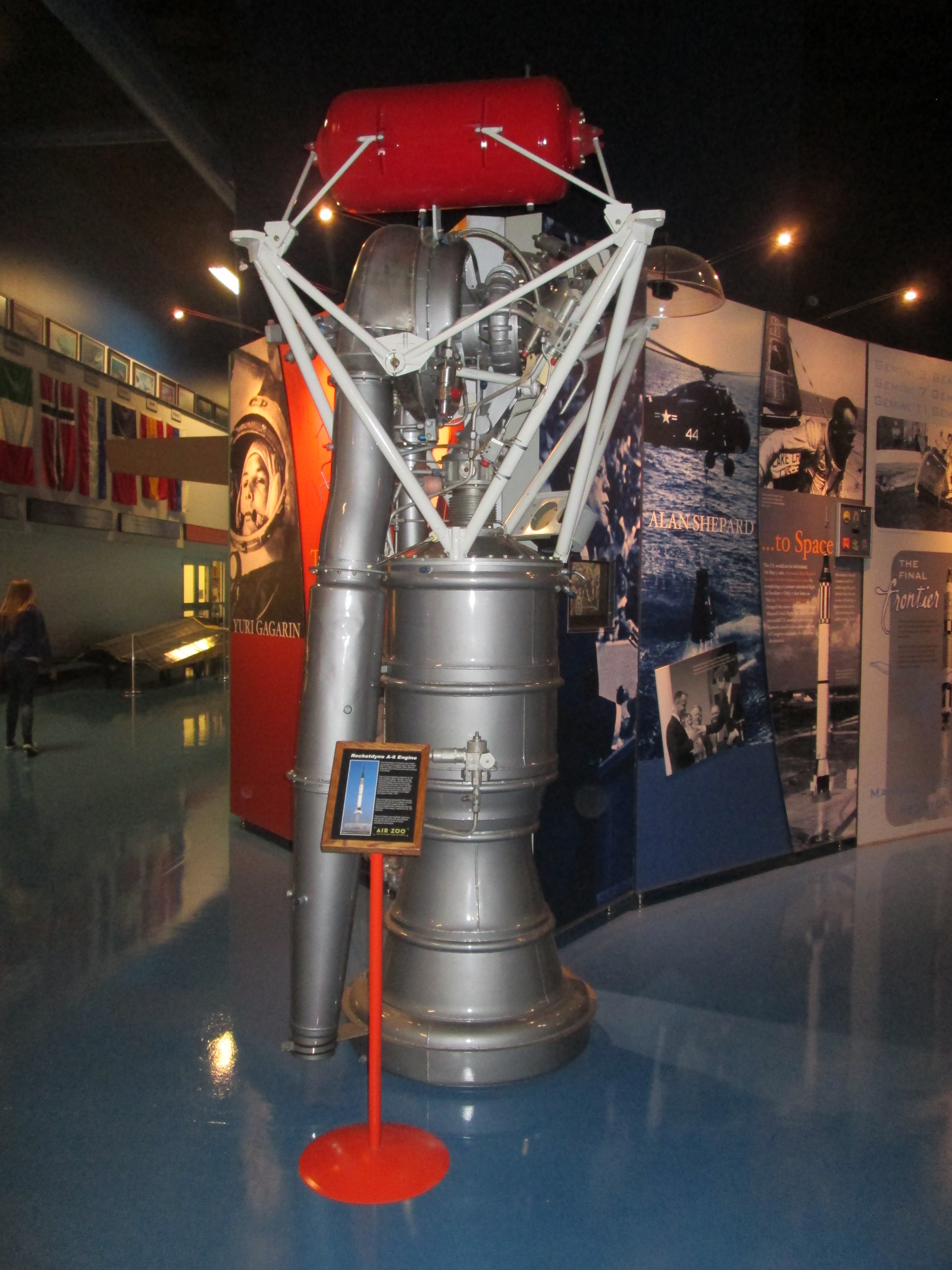
Motor Rocketdyne (NAA) 75-110-A-7.
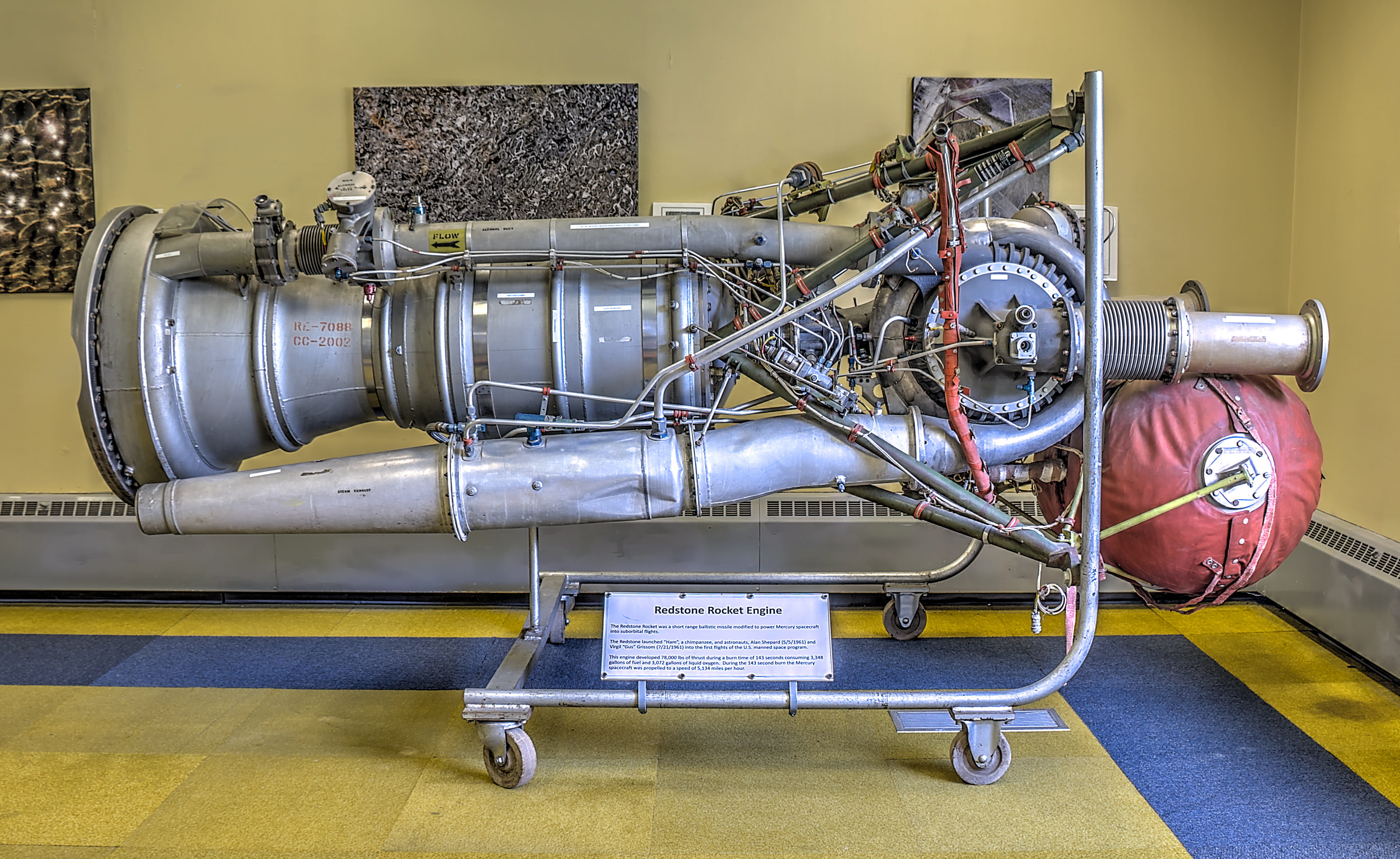
Motor A-7 en exhibición.
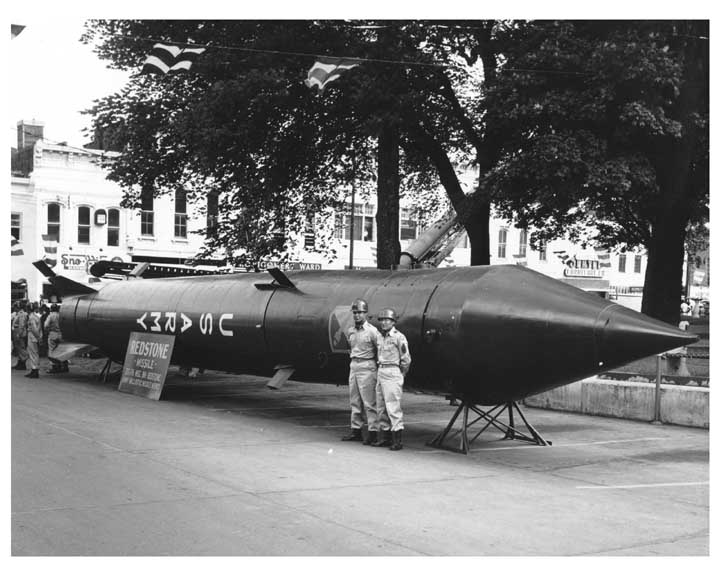
Un Redstone expuesto en el Instituto de investigación astronómica de Pisgah.
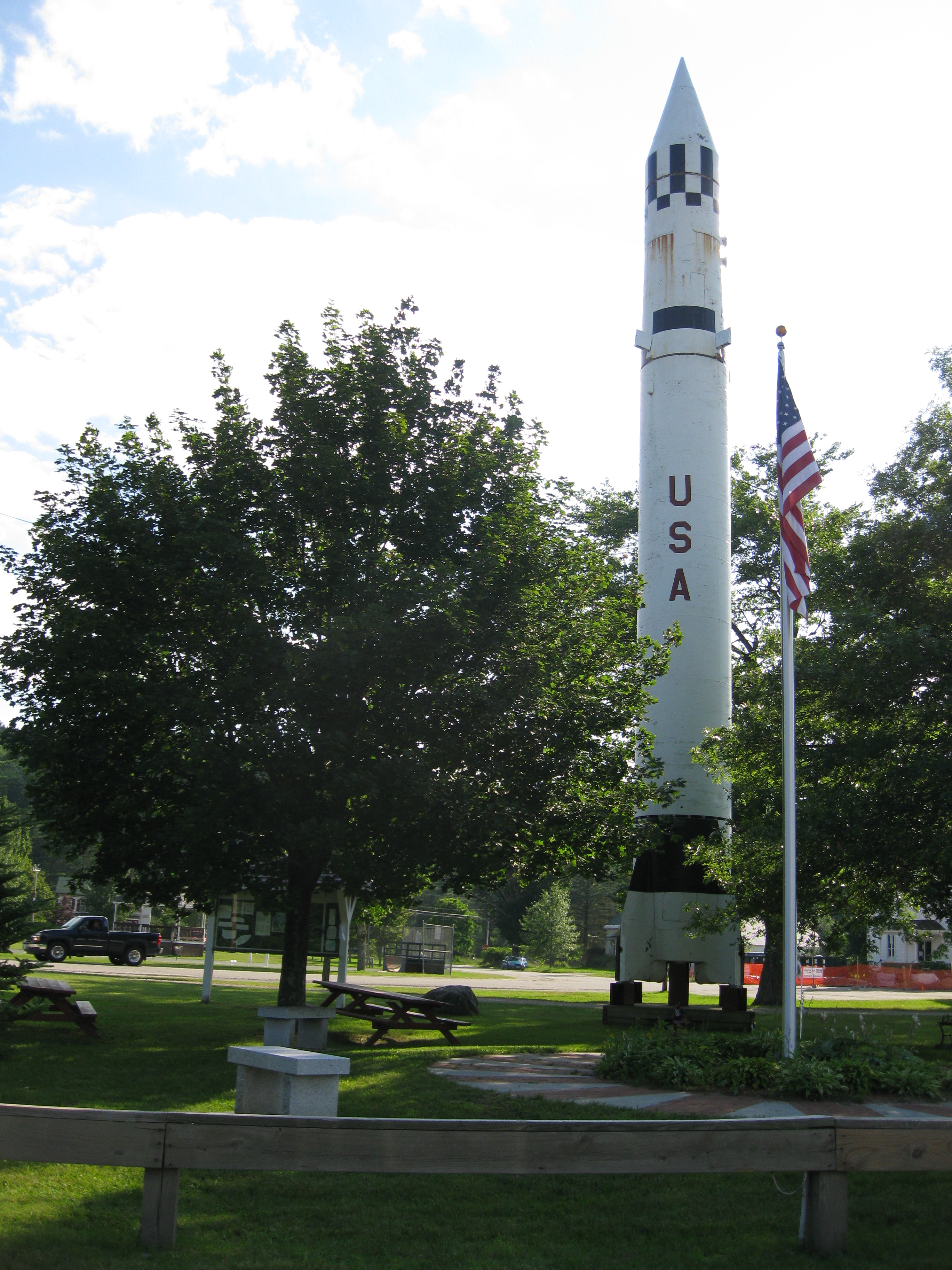
Cohete Redstone expuesto desde 1971 en la Sociedad de Historia de Warren, Nuevo Hampshire.
Redstone expuesto en el Museo Nacional de Historia y Ciencia Nuclear, Albuquerque, Nuevo México.
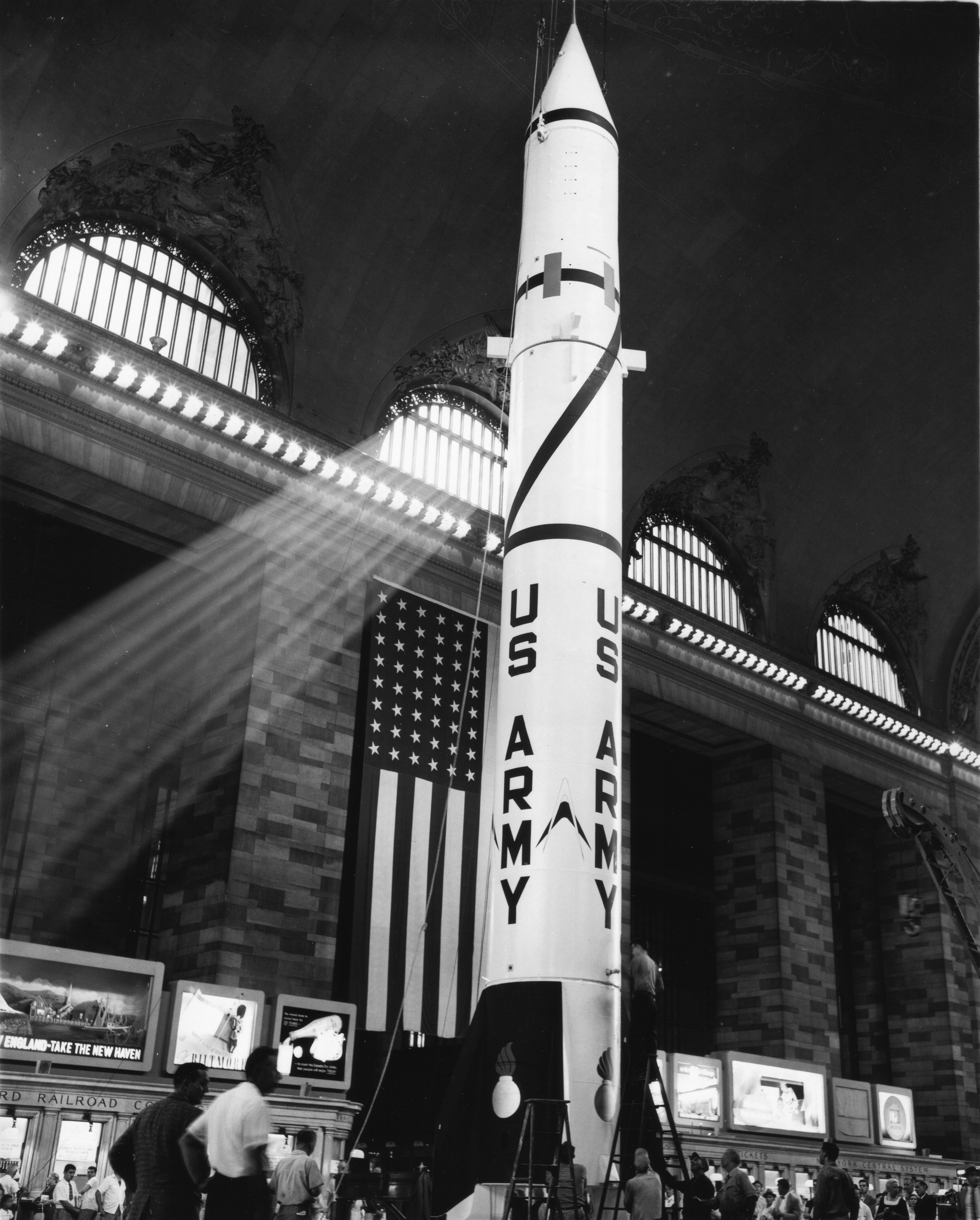
Misil Redstone expuesto en la Grand Central Terminal de Nueva York, 7 de julio de 1957.